# Euríclidas
Os Euríclidas ou Euríclides foram uma proeminente família espartana ocupando importantes postos a partir do século I a.C.. Seu fundafor foi Caio Júlio Euricles, o filho de Lacares. Euricles foi um comandante espartano que obteve cidadania e posto romanos, com o título de hegemon dos lacedemônios (em grego: Λακεδαιμονίων ηγεμόνας) e a posição de dinasta em Esparta. As moedas de Euricles começam no período 31-27 a.C.. Seu filho Caio Júlio Laco, foi duúnviro quinquenálio e agonóteta Ístmico, assim como o filho de Laco, Caio Júlio Esparciático; ambos eram membros da Ordem equestre romana.
Euricles também provavelmente adotou (Caio Júlio) Dexímaco c. 18-12 a.C. (P. Mêmia), que supostamente tomou o nome Caio Júlio Euricles Herculano (Caius Iulius Eurycles Herculanus). Com Caio Júlio Euricles Herculano Lúcio Vibúlio Pio, o primeiro senador espartano, sob Trajano e Adriano, a família adentrou o senado romano. Herculano pode não ter tido geração, e um de seus herdeiros foi Quinto Pompeu Falco (Quinto Róscio Célio Murena Sílio Deciano Vibúlio Pio Júlio Euricles Herculano Pompeu Falco), que levou em frente os nomes de família.